# Longjiaoshan Shuiku
Longjiaoshan Shuiku (kinesiska: 龙角山水库) är en reservoar i Kina. Den ligger i provinsen Shandong, i den östra delen av landet, omkring 390 kilometer öster om provinshuvudstaden Jinan. Longjiaoshan Shuiku ligger 30 meter över havet. Arean är 2,4 kvadratkilometer. Trakten runt Longjiaoshan Shuiku består till största delen av jordbruksmark. Den sträcker sig 2,5 kilometer i nord-sydlig riktning, och 2,5 kilometer i öst-västlig riktning.
Genomsnittlig årsnederbörd är 730 millimeter. Den regnigaste månaden är juli, med i genomsnitt 224 mm nederbörd, och den torraste är januari, med 14 mm nederbörd.